# Der Morgenstern (Roman)
Der Morgenstern (norwegischer Originaltitel: Morgenstjernen) ist ein Roman des norwegischen Autors Karl Ove Knausgård aus dem Jahr 2020 und der Auftakt der gleichnamigen Buchserie. Der Roman erschien im April 2022 zum ersten Mal auf Deutsch im Verlag Luchterhand in der Übersetzung von Paul Berf.

## Inhalt
Der Roman erzählt vom Alltag von neun Menschen in Sørlandet und Vestlandet, während plötzlich ein neuer Stern am Himmel auftaucht, der die Natur aus dem Gleichgewicht zu bringen scheint. Die Ereignisse werden jeweils aus der Ich-Perspektive erzählt, es gibt also neun Erzähler, die abwechselnd an der Reihe sind und ihren Alltag schildern. Die verschiedenen Handlungsstränge finden während mehrerer Sommertage statt, im Mittelpunkt steht bei allen das Erscheinen des neuen Sterns, das sich auf verschiedenste Weise auf ihren Alltag auszuwirken scheint.
Unter anderem findet der Literaturprofessor Arne, der mit seiner Familie die Tage im Sommerhaus verbringt, ein blutendes Katzenjunges. Die Pastorin Kathrine kehrt von einer Geschäftsreise zurück und bemerkt dabei mehrmals einen Mann, der aussieht wie derjenige, dessen Beisetzung sie Stunden zuvor noch begleitet hat. Und der Journalist Jostein erfährt von den brutalen Morden an Mitgliedern einer Metal-Band, während seine Frau Turid in einer psychiatrischen Anstalt als Nachtwache arbeitet und einer der Insassen ausbricht und in den Wald flüchtet.

## Hintergrund
Der Morgenstern war Knausgårds erster großer Roman nach seiner autobiografischen Reihe Min Kamp. Knausgård sagte, dass eine Hauptidee des Romans darin bestand, darzustellen, wie die Realität und dieselben Ereignisse von verschiedenen Menschen unterschiedlich wahrgenommen werden. Der norwegische Verlag Oktober beschreibt das Buch als "einen Roman über das, was wir nicht verstehen, über ein großes Drama, gesehen durch die begrenzte Linse eines gewöhnlichen Lebens. Aber vor allem ist es ein Roman darüber, was passiert, wenn die dunklen Kräfte in der Welt freigesetzt werden".